# Цянь-Горлос-Монгольський автономний повіт
45°06′55″ пн. ш. 124°49′02″ сх. д. / 45.11531° пн. ш. 124.8172° сх. д.
Цянь-Горлос-Монгольський автономний повіт (кит. 前郭尔罗斯蒙古族自治县, пін. Qiánguō'ĕr Luósī Mĕnggŭzú Zìzhìxiàn) — один із повітів КНР у складі префектури Сун'юань, провінція Цзілінь. Адміністративний центр — містечко Цянь-Горлос.

## Географія
Цянь-Горлос-Монгольський автономний повіт лежить у центрі префектури на південний захід від річки Сунгарі.

### Клімат
Повіт знаходиться у зоні, котра характеризується вологим континентальним кліматом. Найтепліший місяць — липень із середньою температурою 23,7 °C. Найхолодніший місяць — січень, із середньою температурою -15,9 °С.
| Клімат повіту Цянь-Горлос-Монгол | Клімат повіту Цянь-Горлос-Монгол | Клімат повіту Цянь-Горлос-Монгол | Клімат повіту Цянь-Горлос-Монгол | Клімат повіту Цянь-Горлос-Монгол | Клімат повіту Цянь-Горлос-Монгол | Клімат повіту Цянь-Горлос-Монгол | Клімат повіту Цянь-Горлос-Монгол | Клімат повіту Цянь-Горлос-Монгол | Клімат повіту Цянь-Горлос-Монгол | Клімат повіту Цянь-Горлос-Монгол | Клімат повіту Цянь-Горлос-Монгол | Клімат повіту Цянь-Горлос-Монгол | Клімат повіту Цянь-Горлос-Монгол |
| Показник                         | Січ.                             | Лют.                             | Бер.                             | Квіт.                            | Трав.                            | Черв.                            | Лип.                             | Серп.                            | Вер.                             | Жовт.                            | Лист.                            | Груд.                            | Рік                              |
| Середній максимум, °C            | −10                              | −4,4                             | 4                                | 14,6                             | 22                               | 27                               | 28,2                             | 27,2                             | 22                               | 13,2                             | 1,1                              | −7,6                             | 11,4                             |
| Середня температура, °C          | −15,9                            | −10,8                            | −2                               | 8,3                              | 16                               | 21,6                             | 23,7                             | 22,4                             | 15,9                             | 7,2                              | −4,1                             | −12,9                            | 5,8                              |
| Середній мінімум, °C             | −20,8                            | −16,2                            | −7,5                             | 2,2                              | 9,9                              | 16,4                             | 19,5                             | 17,9                             | 10,5                             | 2,2                              | −8,4                             | −17,3                            | 0,7                              |
| Норма опадів, мм                 | 1.8                              | 2                                | 7.4                              | 18.9                             | 35.5                             | 72.2                             | 128.1                            | 85.8                             | 33.9                             | 19.1                             | 7                                | 3.9                              | 415.6                            |
| Вологість повітря, %             | 64                               | 57                               | 48                               | 47                               | 50                               | 62                               | 76                               | 75                               | 66                               | 59                               | 60                               | 65                               | 60.8                             |
| -------------------------------- | -------------------------------- | -------------------------------- | -------------------------------- | -------------------------------- | -------------------------------- | -------------------------------- | -------------------------------- | -------------------------------- | -------------------------------- | -------------------------------- | -------------------------------- | -------------------------------- | -------------------------------- |
| Джерело: data.cma.cn             |                                  |                                  |                                  |                                  |                                  |                                  |                                  |                                  |                                  |                                  |                                  |                                  |                                  |